# Симон, Михаэль
Михаэ́ль Симо́н — немецкий диджей, композитор, аранжировщик. Наиболее известен по своему проекту 1990-х годов «Shahin & Simon». С середины 2006 года до декабря 2022 года Симон являлся участником немецкой группы «Scooter».

## Биография

### Начало карьеры
Михаэль Симон родился 29 августа 1972 года в Гамбурге. Довольно рано в нём проявилась страсть к музыке и, к неудовольствию его родителей, к их коллекции записей.
В 16 лет старшие друзья взяли его с собой в клуб, где он очень заинтересовался работой диджеев. В тот самый момент, он осознал, что это будет для него новой страстью. Сначала он практиковался в микшировании у друзей, пока не купил свои собственные «вертушки». Прошло немного времени, и Михаэль уже стал диджействовать. На вечеринках он перенимал опыт у своих друзей, повышал своё мастерство, пока однажды один из друзей Михаэля не пригласил его играть в легендарном клубе «Opera House». Владелец клуба обратил внимание на его талант и ещё несколько раз приглашал его для выступлений, в конце концов Симон остался в клубе на постоянной основе. Его известность росла в Гамбурге. Наконец, предложения из наиболее знаменитых клубов стали поступать к нему регулярно и он успешно работал там.
Долгое время Симон вынашивал идею сочинять собственную музыку, так что он решил арендовать студию совместно с DJ Shahin. Некоторое время потребовалось для обучения программированию на оборудовании студии и вскоре вышла первая композиция, «Do the Right Thing». Песня, являвшаяся кавер-версией «Redhead Kingpin» и «The F.B.I.», стала хитом в Германии, было продано свыше 50.000 копий. Выручка была инвестирована в создание собственной студии. Симон стал выпускать композиции в рамках совместных проектов, таких как «Shahin & Simon», «Silverplate» и многих других. «Shahin & Simon» также занимались созданием ремиксов для других исполнителей, в частности, в 1990-е были сделаны два ремикса для синглов Scooter, который, в свою очередь, сделал ремикс на «Do the Right Thing».
Желание производить музыку с другими исполнителями подтолкнуло Михаэля, уже известного не только как диджея, начать проект «Soulforce». В рамках него было создано много клубных хитов и ремиксов, в том числе для Мэри Джей Блайдж, Лил Ким (Lil Kim) и Фила Коллинза (Phil Collins). Отдаваясь своей страсти к музыке в стиле House, он встретил талантливую вокалистку и автора текстов к песням Terri B., которая познакомила Михаэля с Джерри Роперо (Jerry Ropero). Они решили работать вместе по той же причине — любви к Хаусу. С 2001 по 2005 год Михаэль и Роперо работали вместе, создали хит для Ибицы «Combo Cubano» и множество других треков и ремиксов для таких лейблов, как «Ministry of Sound», «Subliminal Vendetta», «Azuli», «Milk & Sugar», CR2 и т. п. Наиболее известным их совместным синглом стал «2 Be Love», выпущенный в 2001 году и ставший популярным во многих странах.
В 2012 году основал собственный лейбл «Superlovemusic», чтобы оказать поддержку андеграунд хаус музыке и продвигать талантливых молодых исполнителей, таких как ToiToi, Sambu, Simeone и других.

### Scooter
В 2006 году Михаэль Симон получил приглашение от группы Scooter стать её участником. Он сменил Джея Фрога, что стало началом Четвёртой Главы в творчестве группы. В начале 2007 года группа уже в новом составе сначала выпустила сингл «Behind The Cow», затем, 9 февраля, вышел новый альбом, «The Ultimate Aural Orgasm», который звучит очень оригинально для коллектива (смена состава совпала с переездом в новую студию в Гамбурге). В марте 2007 года анонсирован выход нового сингла, «Lass Uns Tanzen» также являющийся революционным для коллектива — это будет первый инструментальный сингл от Scooter, кроме того, на немецком языке. Приход в группу Симона был воспринят в среде поклонников группы в целом очень благоприятно.
Параллельно работе со Scooter продолжает работать над собственными проектами, выпустив несколько сольных и совместных синглов, ремиксов, а также не прекращает выступать в качестве DJ.

### Личная жизнь
В интервью Stern Симон рассказал, что в начале своей музыкальной карьеры однажды выпил воду, в которую кто-то кинул таблетку экстази — он испытал настоящий ужас от этого вещества, и с тех пор никогда не употреблял наркотики, даже несмотря на то, что в 1990-е годы экстази и ЛСД были довольно распространены в рейв-культуре. Иногда Симон может выпить алкоголь, но не выходит на сцену пьяным. Музыкант считает, что для того, чтобы успешно выдержать концертный ритм, необходимо находиться в хорошей физической форме, поэтому он занимается бегом пять раз в неделю и придерживается здорового питания.